# بريان وارد
بريان وارد (بالإنجليزية: Bryan Ward)‏ هو لاعب كرة قاعدة أمريكي، ولد في 28 يناير 1972 في بريستول في الولايات المتحدة.

## وصلات خارجية
- بريان وارد على موقع دوري كرة القاعدة الرئيسي (الإنجليزية)
- بريان وارد على موقعبيزبول رفرنس.كوم (الدوري الرئيسي) (الإنجليزية)
- بريان وارد على موقعبيزبول رفرنس.كوم (الدوري الثانوي) (الإنجليزية)
- بريان وارد على موقع مشجعي الرسوم البيانية (الإنجليزية)